# 서소문역
서소문역(西小門驛)은 지금의 서울특별시 서대문구 미근동에 있던 경의선의 철도역으로, 현재는 폐역되어 철거되었다. 경성순환열차가 정차하였다. 역이 있던 자리는 서소문건널목으로 바뀌었다.

## 역명 유래
인근에 있었던 서소문(정식 명칭은 소의문, 昭義門)에서 역 이름을 따왔다.

## 역사
- 1930년 12월 25일: 무배치간이역으로 영업 개시[1]
- 1944년 3월 31일: 폐지[2]